# Waking Up in Reno
Waking Up in Reno är en amerikansk långfilm från 2002 i regi av Jordan Brady, med Natasha Richardson, Holmes Osborne, Billy Bob Thornton och Patrick Swayze i rollerna.

## Handling
Fyra vänner ska åka på en roadtrip till Reno. Darlene Dodd (Natasha Richardson), hennes make Earl Dodd (Billy Bob Thornton), Candy Kirkendall (Charlize Theron) och hennes make Roy Kirkendall (Patrick Swayze). 
Allt går bra, tills de kommer fram och Darlene upptäcker att Earl varit otrogen, med hennes bäste vän Candy. 

## Rollista
| Natasha Richardson | – Darlene Dodd      |
| Holmes Osborne     | – Doc Tuley         |
| Billy Bob Thornton | – Lonnie Earl Dodd  |
| Patrick Swayze     | – Roy Kirkendall    |
| Charlize Theron    | – Candy Kirkendall  |
| Billy O'Sullivan   | – Lonnie Earl III   |
| Galvin Chapman     | – Lane Dodd         |
| Kelsey Chapman     | – Lacy Dodd         |
| Cleo King          | – June              |
| Chelcie Ross       | – Fred Bush         |
| Brent Briscoe      | – Russell Whitehead |
| Mark Fauser        | – Boyd              |